# Rancho Mesa Verde, Arizona
Rancho Mesa Verde je naseljeno područje za statističke svrhe u američkoj saveznoj državi Arizona. Prema popisu stanovništva iz 2010. u njemu je živjelo 625 stanovnika.